# シエラ・スペース
シエラ・スペース（英語: Sierra Space）はアメリカの航空宇宙企業。有翼の宇宙船ドリームチェイサーや民間宇宙ステーションの開発を行っている。2021年にシエラ・ネヴァダ・コーポレーションの宇宙システム部門をカーブアウト (自社事業の一部を切り出し) して設立された。

## 概要
シエラ・スペースはシエラ・ネヴァダ・コーポレーションの宇宙関連の事業を母体に設立された。元々航空機の整備からビジネスを開始したシエラ・ネヴァダ・コーポレーションは2008年以降、宇宙船ドリームチェイサーをはじめとする宇宙輸送手段や人工衛星の開発を行ってきた。シエラ・ネヴァダ・コーポレーションには2017年時点ではスティーヴン・リンジーとリー・アーシャムボウの2名の元NASA宇宙飛行士が社員として所属していた。
同社は日本国内では宇宙航空研究開発機構が運用していた宇宙ステーション補給機こうのとりの暴露パレットに貨物を固定する機構をIHIエアロスペースに提供していた。また新型宇宙ステーション補給機 (HTV-X) のドッキング機構や与圧部の気圧センサーなども同社が担当している。

## 宇宙ステーション

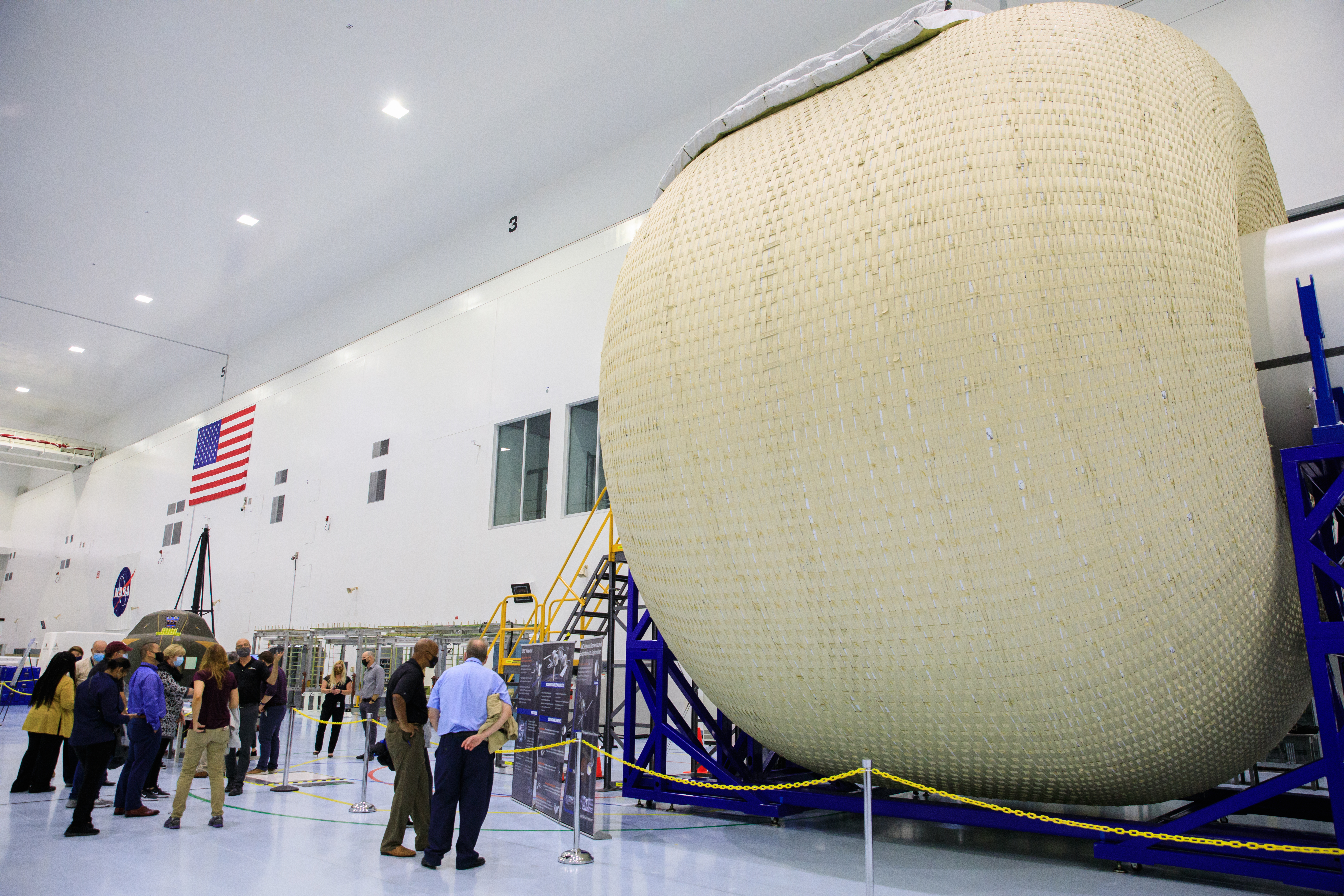
ケネディー宇宙センター内に設置されたLIFE居住棟の試作機

シエラ・スペースはブルーオリジンと共同で民間宇宙ステーション構想オービタル・リーフを推進している。この構想でシエラ・スペースはドリームチェイサーによる輸送サービスの他、LIFEモジュールという拡張式の区画を担当する。同社はオービタル・リーフ用のLIFEモジュールを打ち上げる前に、まずは実証機を上げることを目指している。この試験用のLIFEモジュールは、2023年の時点では最短で2026年末にも打ち上げられるとしている。